# Belén del Refugio
Belén del Refugio es una localidad mexicana situada en el estado de Jalisco, dentro del municipio de Teocaltiche.
Se encuentra a 1720 m s. n. m. Cuenta con jardín de niños, primaria de doble turno, escuela secundaria y preparatoria.[cita requerida]

### Educación
- Escuela Primaria Benito Juárez.
- Escuela Primaria Justo Sierra Méndez.
- Escuela Secundaria Técnica 72.
- Preparatoria Cobaej, Centro Emsad 32(Educación Media Superior A Distancia #32.)